# Артурс-Пасс
Артурс-Пасс (англ. Arthur's Pass; укр. Перевал Артура) — гірський перевал висотою 920 метрів над рівнем моря у Південних Альпах на Південному острові Нової Зеландії, є частиною межі між регіонами Західного узбережжя (Вест-Кост) та Кентербері.

## Географія

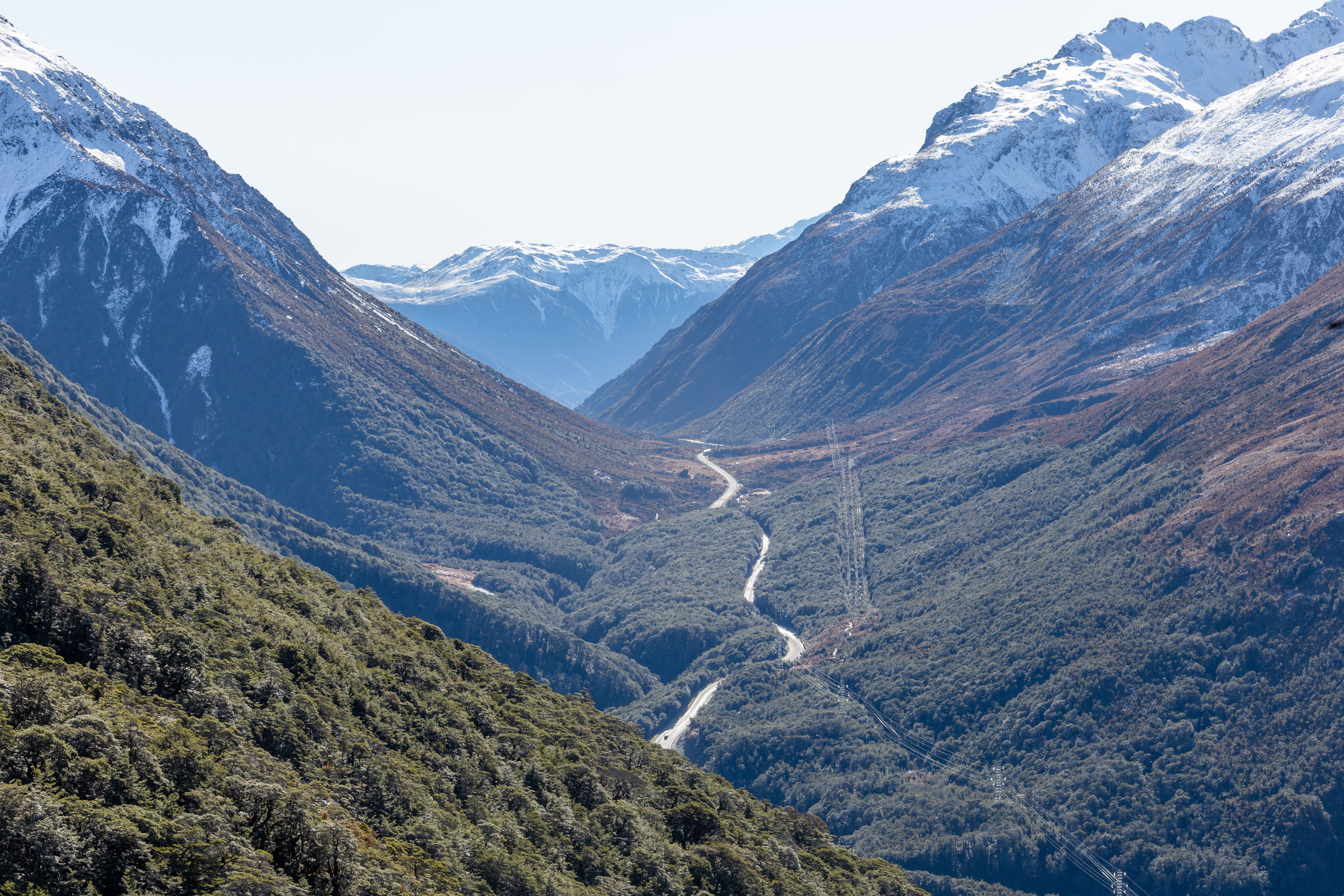
Перевал Артура

Перевал розташований на території однойменного національного парку (Артурс-Пасс), за 140 км від Крайстчерча та за 95 км від Греймута, перевал складається з частини сідла між долинами річки Отира (притока річки Тарамакау на заході) та річки Білі (на сході). Перевал Артура лежить на межі районів Селвін (Кентербері) та Вестленд (Вест-Кост).
Невеличке поселення з однойменною назвою (Перевал Артура) лежить приблизно за 5 км на південь від гірського перевалу.

## Історія
Протягом сотні років маорі перетинали Південні Альпи через кожен вільний від снігу прохід в літні місяці. Причиною цієї непростої подорожі був зелений камінь (поунаму), який високо цінувався як своєю твердістю, так і красою і залягав лише на західному узбережжі Південного острова. На момент прибуття європейців єдиним перевалом, який регулярно використовувався, був тепер відомий як перевал Гарпера, на північ від перевалу Артура. Коли в 1857 році гіди-маорі повели Леонарда Гарпера через перевал, який тепер носить його ім'я, Тарапухі, глава поселення маорі Мауера (нині —  Греймаут), розповів йому про маршрут через гори у верхів'ях річки Отира, який вже ніким не використовувалася десятки років. Але погана погода завадила Гарперу дослідити цей маршрут на його зворотному шляху.
У 1860 році письменник і дослідник Семюель Батлер бачив перевал на початку долини річки Білі, але їхав уздовж і не хотів залишати свого коня без нагляду, тому «ухилився від дослідження».
У 1864 році інженер та дослідник Артур Дадлі Добсон (1841—1934) разом зі своїм братом Едвардом були першими європейцями, які перетнули перевал. У 1863 році Добсон вирушив до здебільшого незвіданого Західного узбережжя на сім місяців геодезичних робіт. Його дослідження охоплювали райони від Сірої річки до лісистого мису Абдут-Хед і вглиб країни до Головного вододілу в Південних Альпиах. Тим часом його брат Едвард прокладав шлях через перевал Гарпера. Після повернення до Крайстчерча Артур Добсон доповів про свої висновки досліджень головному геодезисту Томасу Кассу.

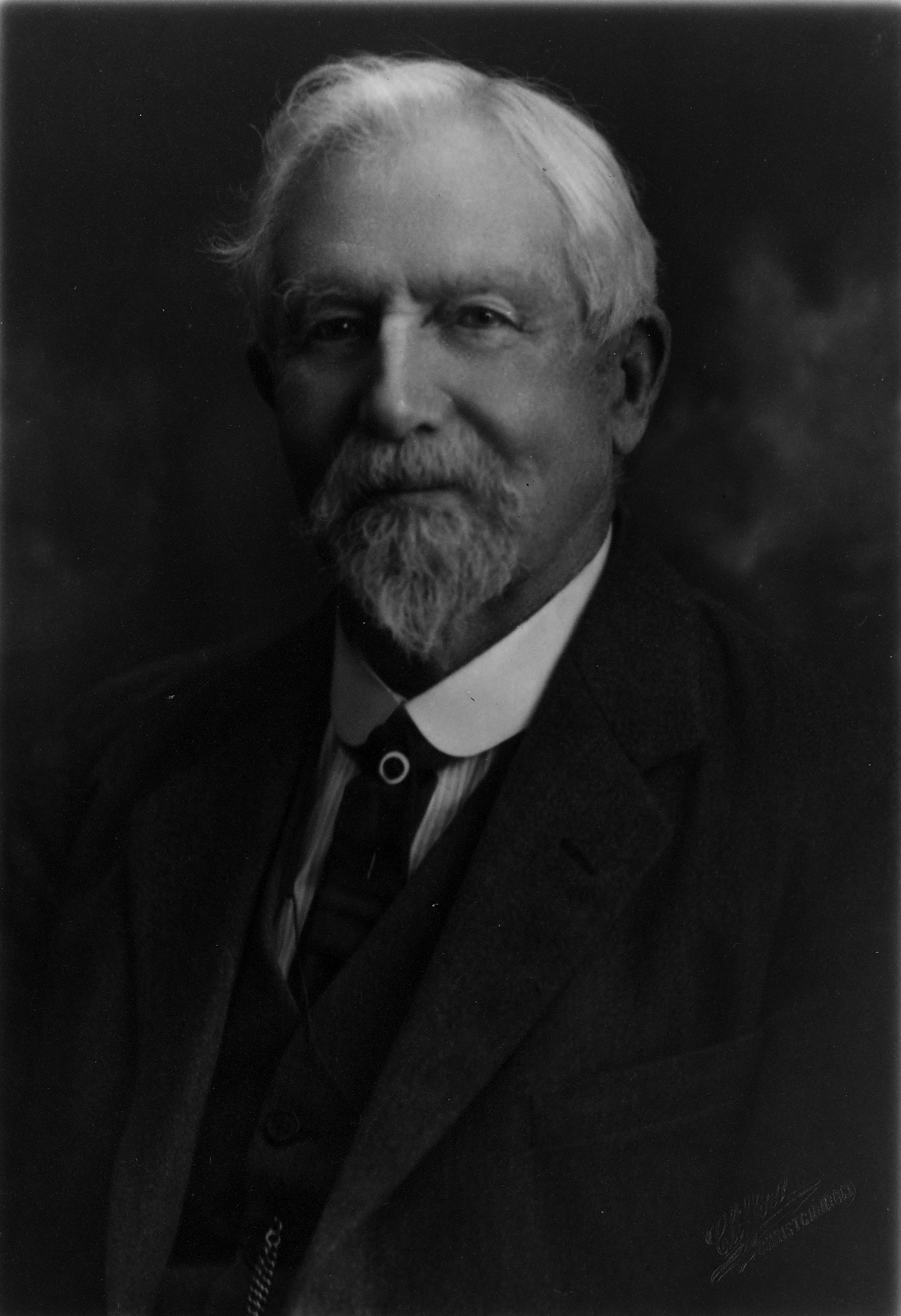
Артур Дадлі Добсон приблизно в 1932 році

В 1864 році Томас Касс доручив Артуру Добсону з'ясувати, чи є відповідний прохід від вододілу Ваймакарірі до Західного узбережжя. Джордж і Артур Добсони вирушили в дорогу в березні 1864 року, згодом до них приєднався їхній брат Едвард у Крейґіберні. Поки Джордж обстежив там дорожні лінії, Едвард та Артур приступили до дослідження високогір'я. 13 березня 1864 року вони знайшли перевал, згаданий вождем Тарапухі в розмові з Гарпером. Перевал круто спускався до того місця, що стало відомим як поселення Отира. Вони дослідили ущелину аж до впадіння в річку Отира її притоки Роллестона, але не знайшли доброї землі для випасання овець, тому повернулися назад. Артур підготував звіт, який включав ескіз перевалу, який він описав як «Сідло Арахури», вважаючи, що він веде до річки Арахура, і представив його Кассу.
Незабаром відкриття золота спричинило золоту лихоманку на Західному узбережжі. Провінційному інженеру, їхньому батькові Едварду Добсону, було доручено вивчити всі можливі переходи на Західне узбережжя з вододілів річок Ваймакарірі, Тарамакау та Гурунуй. Закінчивши дослідження, він заявив, що «перевал Артура» на сьогоднішній день є найбільш придатним для потрапляння на золоті поля. Провінційний уряд вирішив побудувати дорогу між Крайстчерчем та Гокітікою довжиною 251 км, а керівником проекту став Едвард Добсон. Дорога була відкрита 20 березня 1866 року. Альпійський перевал став відомим як Перевал Артура, сусіднє село і пізніше національний парк також було названо цим ім'ям.

## Дорожнє сполучення
Державне шосе SH 73 проходить через перевал Артура і є найвищою з трьох доріг, що перетинають Південні Альпи, іншими переходами є перевали Гааста та Льюїса. Однак перевал Портерса на тій самій дорозі вище (939 м), ніж перевал Артура, але він не вважається одним з альпійських перевалів, оскільки розташований у передгір'ї Кентербері неподалік від Спрингфілда.
Дорога на західній стороні перевалу, яка раніше часто блокувалася зсувами та лавинами, в кінці 1990-х років зазнала значних інженерних робіт. Зокрема, в 1999 році був побудований вражаючий віадук Отира недалеко від поселення Отира, що охоплює 440 метрів нестабільної поверхні цієї місцевості.

## Залізничне сполучення
Залізнична лінія Мідленд (Роллстон — Греймут), що з'єднує Крайстчерч та Західне узбережжя, перетинає Головний вододіл через тунель Отира, між поселеннями Артурс-Пасс та Отирою. Відкритий у 1923 році, тунель був найдовшим у Британській імперії.

## Цікавий факт
Відомо, що перевал одержав свою назву від його дослідника Артура Дадлі Добсона, а не короля Артура з міфологічних героїв Британії. Але поряд з перевалом, на західній його стороні, розташований гірський хребет Джеллі, в якому є вершини Ланселот (2112 м) та Ґвіневера (2042 м), назви яких уособлюють імена сера Ланселота та королеви Ґвіневери — головних персонажів «легенд про короля Артура».

## Галерея

Перевал Артура
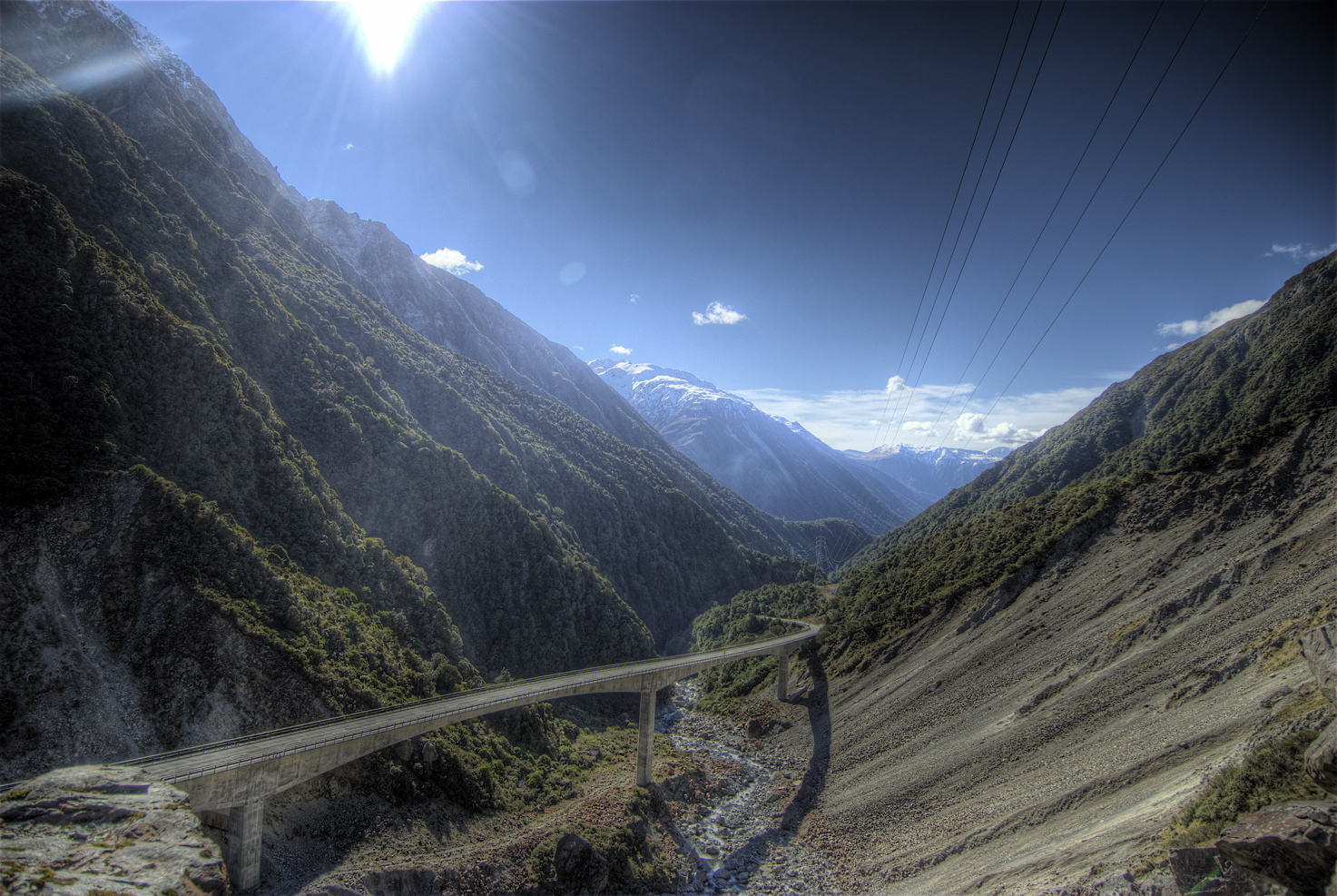
Віадук Отира
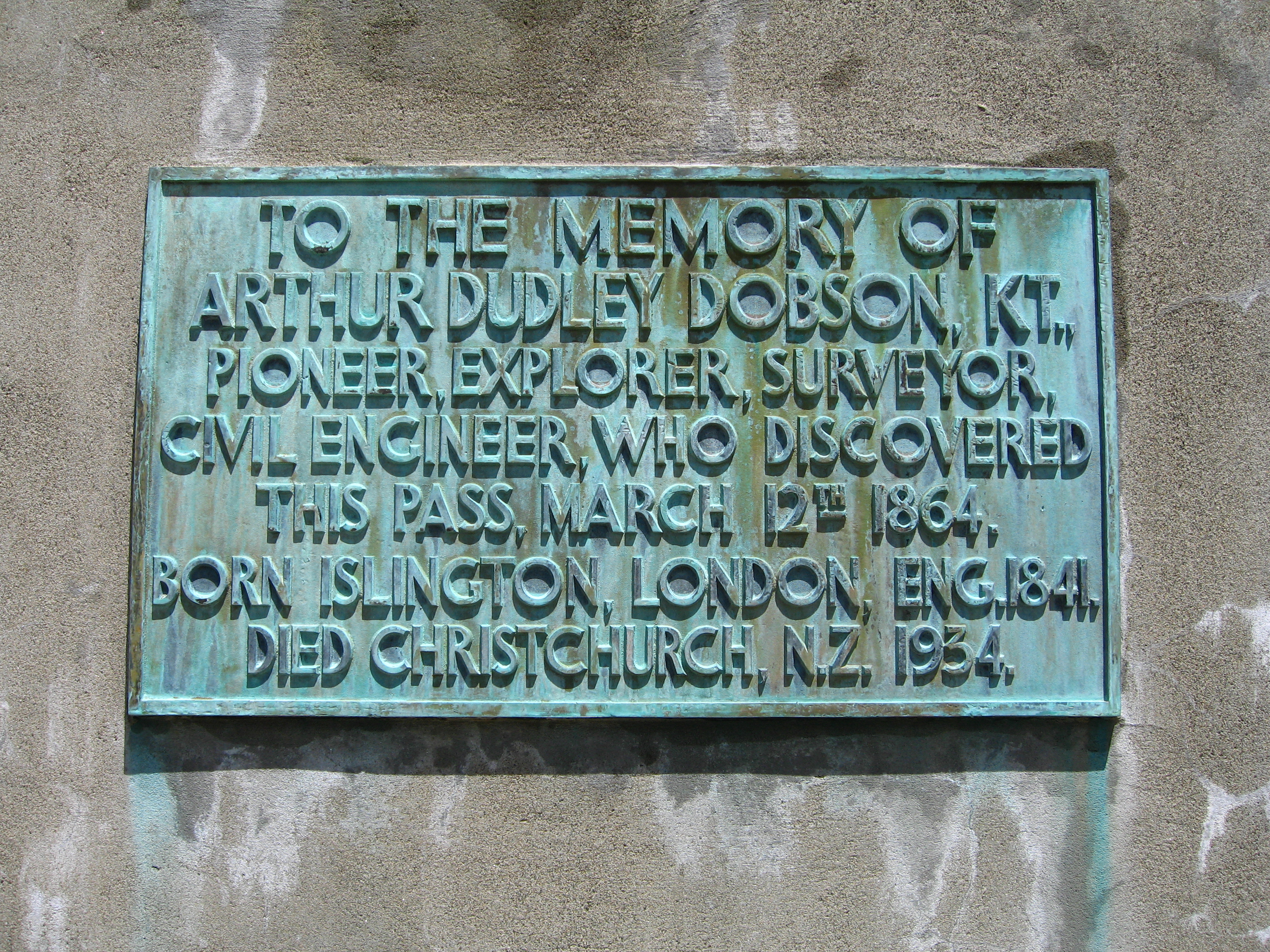
Меморіальний напис
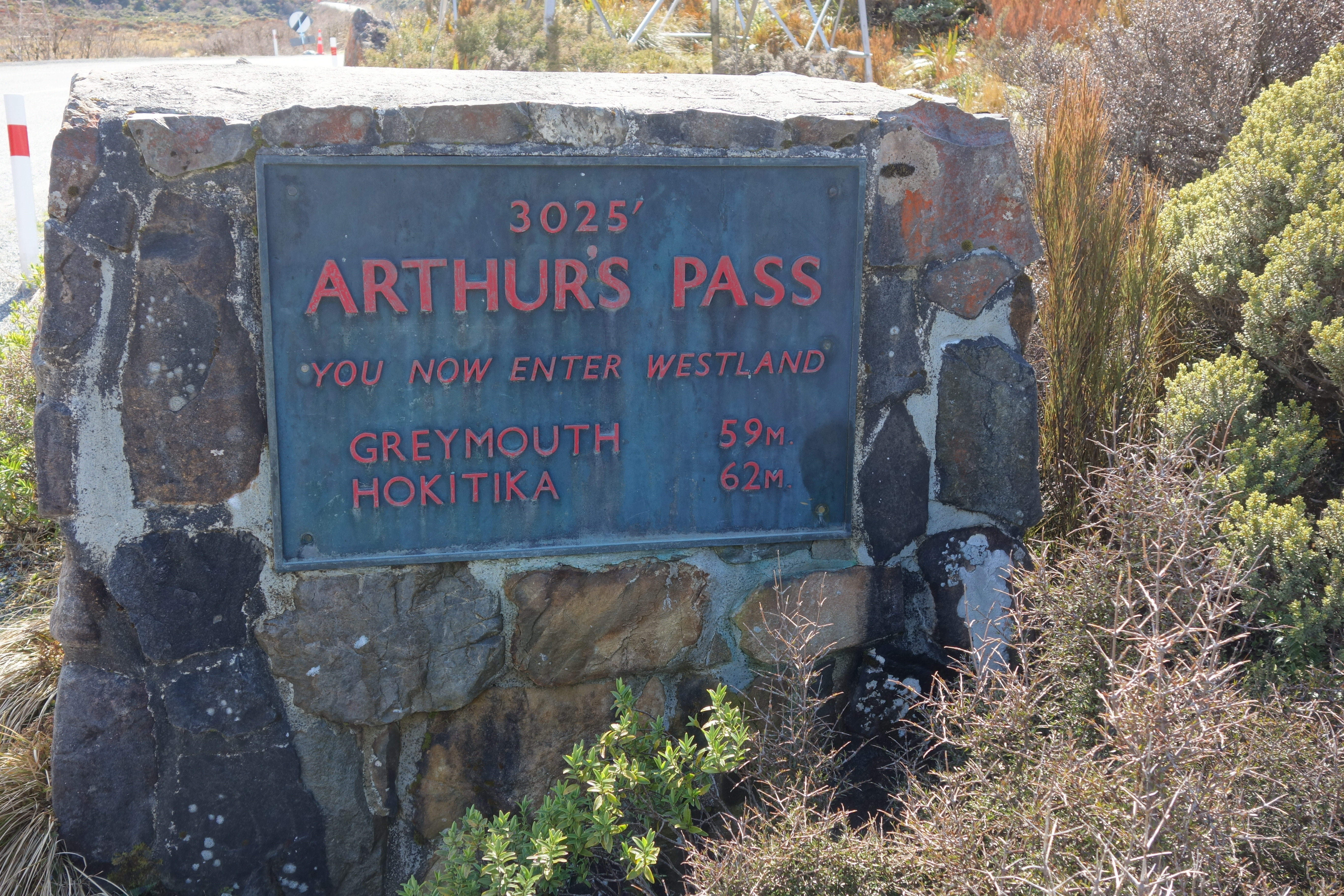
Межовий маркер
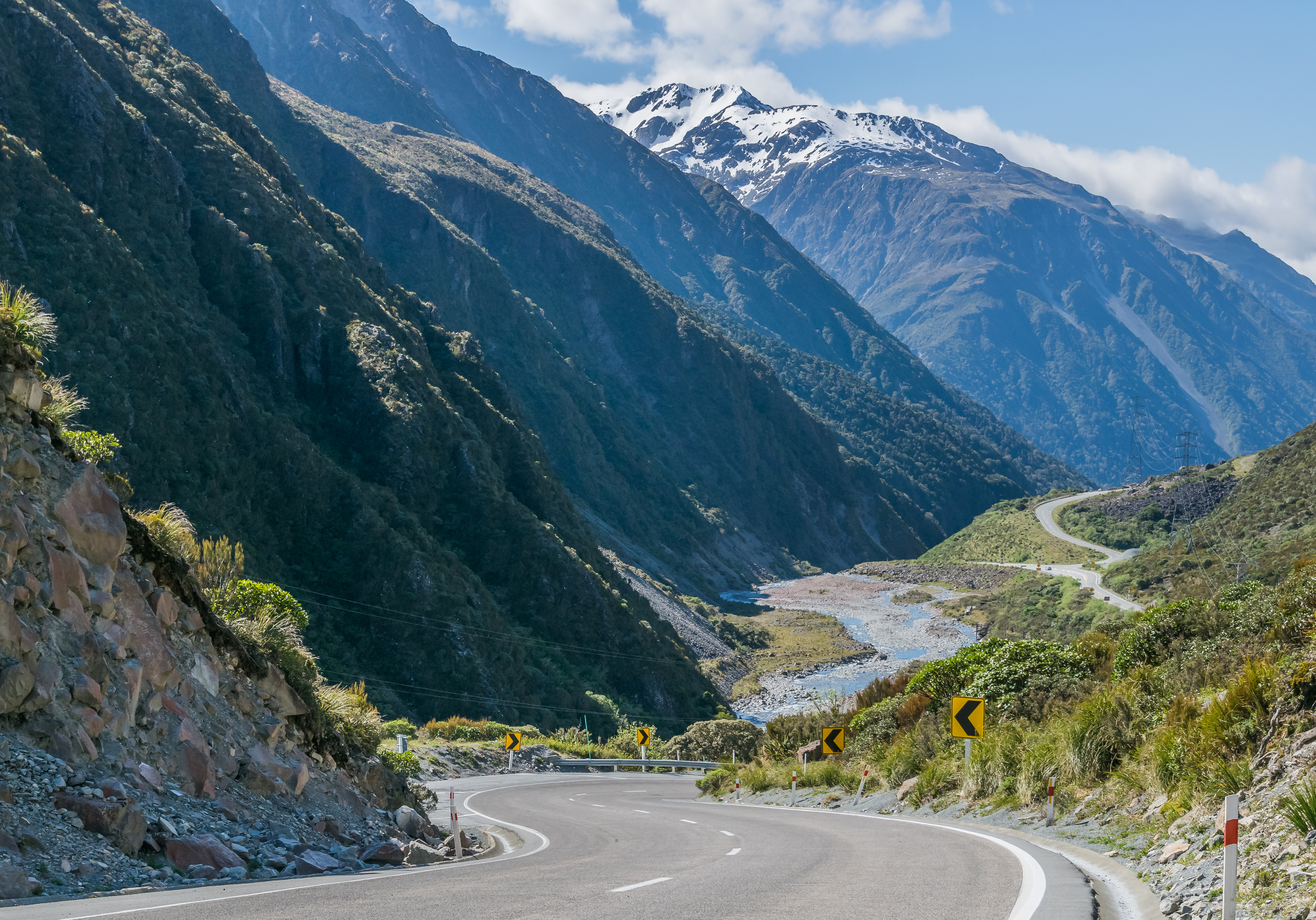
Долина річки Отира з перевалу Артура

### Зовнішні посилання
- Умови альпінізму на перевалі Артура. Peakware.com. Arthur's Pass. Архів оригіналу за 24 листопада 2005. Процитовано 05-06-2021. (англ.)